# Cryptotermes pouilloni
Cryptotermes pouilloni (лат.) — ископаемый вид термитов рода Cryptotermes из семейства Суходревесные термиты. Обнаружен в доминиканском янтаре (Доминиканская Республика, миоцен). Назван в честь Жана-Марка Пуйона.

## Описание
Мелкие ископаемые термиты, длина тела без крыльев около 3,5 мм. Длина переднего крыла около 5 мм. Длина головы 0,9 мм. Передний край антеклипеуса вогнутый; глазки касаются фасеточных глаз; в усиках 15 антенномер; переднеспинка шире головы, задний край широко вогнутый; аролиум присутствует; переднее крыло с коротким РА; жилка RP с шестью вторичными ветвями, достигающими переднего края крыла; М присоединяется к RP после средней длины крыла; М и CuA слабее, чем у других жилок; CuA с многочисленными задними ветвями, достигающими заднего края крыла, самая вершинная ветвь почти охватывает вершину. Вид Cryptotermes pouilloni известен по остаткам в доминиканском янтаре (миоцен, около 15—20 млн лет). Вид Cryptotermes pouilloni, был впервые описан в 2022 году французскими палеонтологами. Назван в честь Жана-Марка Пуйона (Jean-Marc Pouillon), подарившего голотип.
- Cryptotermes
  - †Cryptotermes pouilloni Jouault & Nel, 2022